# Synagoga v Třebívlicích
Budova bývalé synagogy, ve 20. letech 20. století proměněné v křesťanský kostel, se nachází v jihovýchodní části obce Třebívlice v okrese Litoměřice. v Ústeckém kraji. 
Třebívlická synagoga je evidována na seznamu nemovitých kulturních památek České republiky. Kromě samotné sakrální stavby je památkově chráněna též protilehlá drobná modlitebna a dvě ohradní zdi, jedna z nich s brankou.

## Historie

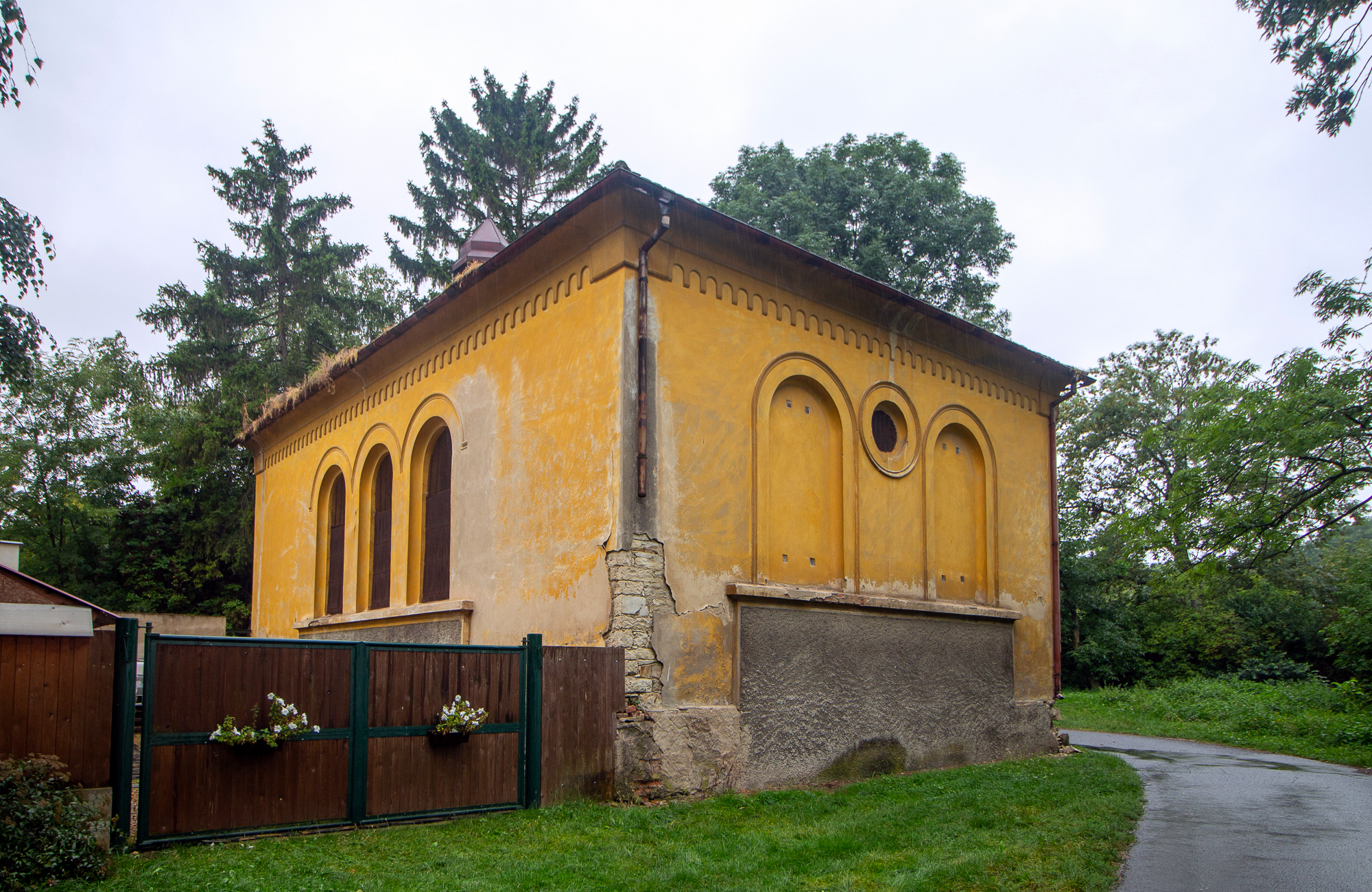
Třebívlická synagoga

Synagoga byla vybudována v roce 1860  v novorománském slohu na místě někdejší dřevěné synagogy z 18. století. V západní části synagogy se nacházela ženská patrová galerie, pod níž byla v malé místnosti rituální lázeň mikve. Ke svému původnímu účelu sloužila až do roku 1924. Od roku 1927 náležela sboru Církve československé husitské. Od 90. let je opuštěná.